# Воскресеновское сельское поселение (Чечня)
Воскресе́новское се́льское поселе́ние — муниципальное образование в Шелковском районе Чечни Российской Федерации.
Административный центр — село Воскресеновское.

## История
Статус и границы сельского поселения установлены Законом Чеченской Республики от 14 июля 2008 года № 42-РЗ «Об образовании муниципального образования Шелковской район и муниципальных образований, входящих в его состав, установлении их границ и наделении их соответствующим статусом муниципального района и сельского поселения».

## Население
| 2010 | 2012 | 2013 | 2014 | 2015 | 2016 | 2017 |
| ---- | ---- | ---- | ---- | ---- | ---- | ---- |
| 915  | ↗936 | ↗954 | ↗958 | ↗964 | ↗966 | ↗978 |
| 2018 | 2019 | 2020 | 2021 | 2023 | 2024 |      |
| ↘965 | ↘956 | ↗980 | ↘830 | ↗834 | ↘831 |      |

## Состав сельского поселения
| № | Населённый пункт | Тип населённого пункта | Население |
| - | ---------------- | ---------------------- | --------- |
| 1 | Воскресеновское  | село                   | ↘831      |